# Brooke Smith
Brooke Smith (New York, 22 mei 1967) is een Amerikaans actrice. Zij werd in 1995 genomineerd voor een Independent Spirit Award voor haar bijrol als Sonya in de dramafilm Vanya on 42nd Street. In 2008 won ze daadwerkelijk een Screen Actors Guild Award samen met alle acteurs van de ziekenhuisserie Grey's Anatomy, waarin ze van mei 2006 tot en met november 2008 Dr. Erica Hahn speelde.
Smith maakte in 1988 haar film- en acteerdebuut als Abigail in de historische tragikomedie The Moderns. Het bleek voor haar de eerste van meer dan twintig filmrollen, waaronder die als de door seriemoordenaar  'Buffalo Bill'  ontvoerde en gevangen gehouden Catherine Martin in vijfvoudig Oscar-winnaar The Silence of the Lambs (1991). Daarnaast speelde Smith wederkerende personages in verschillende televisieseries. Haar omvangrijkste rollen daarin waren die als Erica Hahn in Grey's Anatomy en die als Dr. Kate Switzer in Crossing Jordan.
Smith trouwde in 1999 met cinematograaf Steven Lubensky. Samen met hem kreeg ze in 2003 dochter Fanny en adopteerde ze in 2008 het Ethiopische meisje Lucy Dinknesh.

## Filmografie
*Exclusief televisiefilms
| - Fair Game (2010) - Chacun son cinéma (2007) - The Namesake (2006) - In Her Shoes (2005) - Shooting Vegetarians (2005) - Melinda and Melinda (2004) - Bad Company (2002) - For Earth Below (2002) - The Man Who Wasn't There (2001) - Series 7: The Contenders (2001) - Eventual Wife (2000) | - Random Hearts (1999) - The Broken Giant (1998) - Kansas City (1996) - Trees Lounge (1996) - Last Summer in the Hamptons (1995) - Vanya on 42nd Street (1994) - Mr. Wonderful (1993) - The Night We Never Met (1993) - The Pickle (1993) - The Silence of the Lambs (1991) - See You in the Morning (1989) - The Moderns (1988) |

## Televisieseries
*Exclusief eenmalige gastrollen
- Bates Motel - Sheriff Jane Greene (2017, zes afleveringen)
- Grey's Anatomy - Dr. Erica Hahn (2006-2008, 23 afleveringen)
- Weeds - Valerie Scottson (2007, vier afleveringen)
- Crossing Jordan - Dr. Kate Switzer (2007, dertien afleveringen)
- Law & Order - Margot Bell (1996-2007, twee afleveringen)
- Heist - Sarah (2006, drie afleveringen)
- Six Feet Under - Carolyn Pope (2004, drie afleveringen)
- Big Apple - Mooneys zus (2001, drie afleveringen)
- Criminal Minds - Barbara Lynch (2010, Mosley Lane, S5-E16)

- Gemeinsame Normdatei: 135535034
- International Standard Name Identifier: 0000 0000 7880 1407
- Library of Congress Control Number: no2001087133
- Nationale Bibliotheek van Israël: 987007334727805171
- Nationale Bibliotheek van Polen: a0000001911201
- Virtual International Authority File: 36574067
- WorldCat: E39PBJkT9vyH49xqxhrJ689CcP